# Mimeusemia basalis
Mimeusemia basalis là một loài bướm đêm trong họ Noctuidae.